# Ogród botaniczny w Erywaniu
Ogród botaniczny w Erywaniu – ogród botaniczny w Erywaniu powstał w 1935 roku. Znajduje się w północno-wschodniej części miasta, przy autostradzie Erywań–Sewan, między dzielnicami Nork i Zejtun. Ogród znajduje się na rzędnej 1200 m n.p.m. i panuje tu suchy klimat kontynentalny (średnie opady roczne wynoszą 250 mm). W placówce gromadzono rośliny charakterystyczne dla flory Armenii oraz aklimatyzowano gatunki obce. Kolekcja roślin rodzimych obejmuje ok. 1 tysiąc gatunków (z 3,6 tysiąca znanych z Armenii) (po kryzysie gospodarczym w latach 90. XX wieku z kolekcji flory rodzimej zostało tylko ok. 100 gatunków). W ogrodzie (ale także w jego placówkach satelickich w miejscowościach Sewan i Wanadzor) zgromadzono w sumie blisko 1,2 tysiąca gatunków obcych drzew i krzewów. 
W kolekcjach specjalnych ogrodu uprawiane są rośliny z rodzajów: lilak Syringa, powojnik Clematis, jarząb Sorbus, jaśminowiec Philadelphus. Kolekcja obejmuje liczne rośliny nagonasienne. Z dendroflory krajowej w ogrodzie rosną m.in. buk wschodni Fagus orientalis, dąb kaukaski Quercus macrantha, dąb bezszypułkowy Quercus petraea subsp. iberica, grab pospolity Carpinus betulus, jałowiec rozesłany Juniperus procumbens, jałowiec sabiński Juniperus sabina, Juniperus polycarpos, wiązowiec południowy Celtis australis subsp. caucasica, grusza wierzbolistna Pyrus salicifolia, orzech włoski Juglans regia, cis pospolity Taxus baccata.
Ogród podupadł po rozpadzie ZSRR oraz w wyniku kryzysu gospodarczego i energetycznego. Administrowany jest przez Narodową Akademię Nauk Armenii. W ogrodzie znajdują się budynki Instytutu Botaniki z okazałym herbarium, zawierającym najbogatszą kolekcję flory Zakaukazia. 

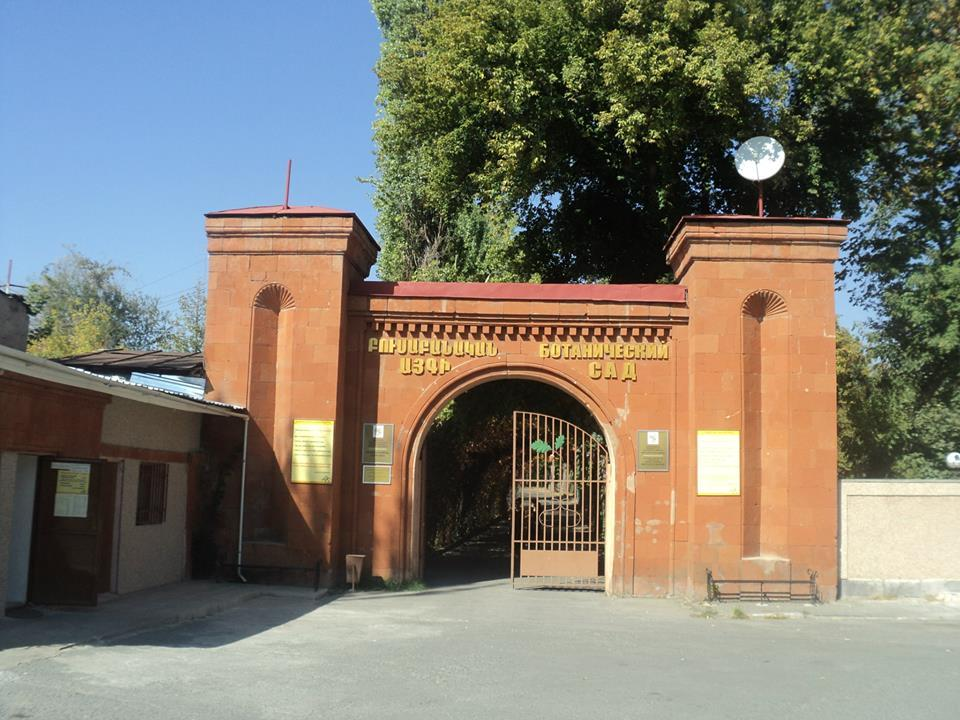
Brama wejściowa
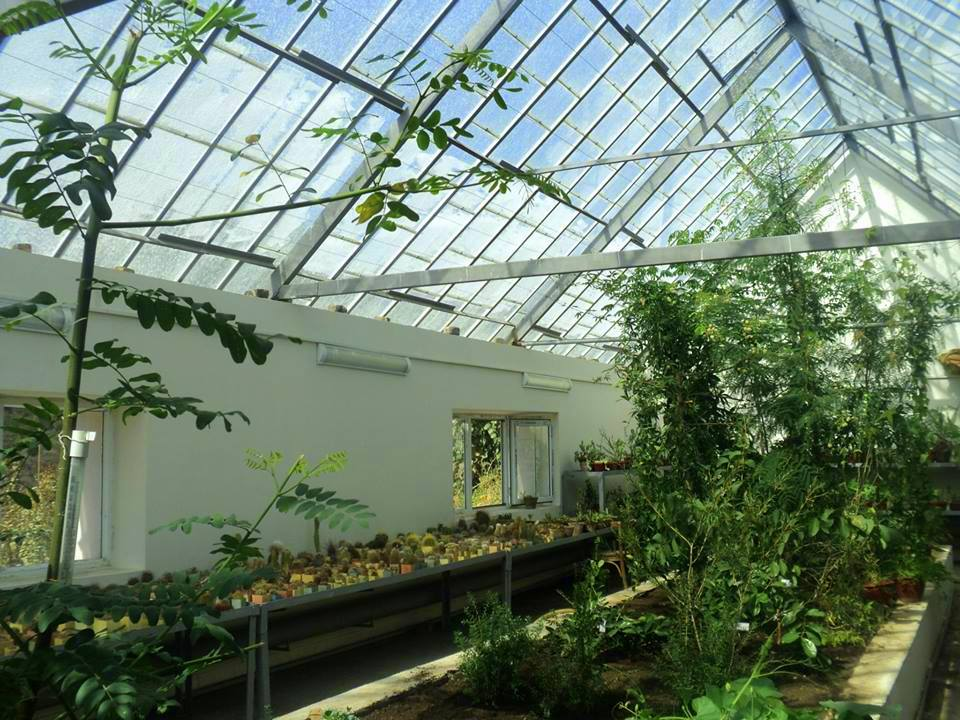
Szklarnia w ogrodzie
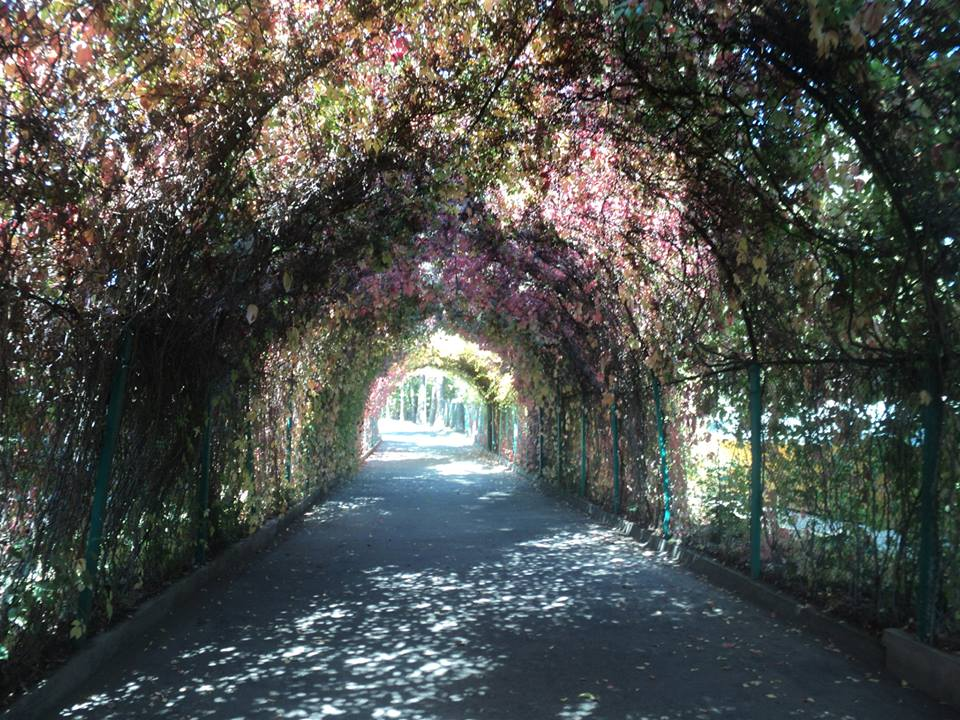
Jedna z dróg w ogrodzie